# Évrange
Évrange (deutsch Ewringen, 1940–44 Eweringen, lothringisch Iewréngen) ist eine französische Gemeinde mit 227 Einwohnern (Stand 1. Januar 2022) im Département Moselle in der Region Grand Est (bis 2015 Lothringen).

## Geografie
Die Gemeinde Évrange liegt an der luxemburgischen Grenze, etwa 17 Kilometer nördlich von Thionville.

## Geschichte
Das Dorf wurde 963 erstmals als Ebiringon erwähnt, war nach dem Wiener Kongress eine Exklave Luxemburgs auf französischem Gebiet und wurde schließlich am 28. März 1820 an Frankreich abgetreten.

### Bevölkerungsentwicklung
| Jahr      | 1962 | 1968 | 1975 | 1982 | 1990 | 1999 | 2007 | 2019 |
| --------- | ---- | ---- | ---- | ---- | ---- | ---- | ---- | ---- |
| Einwohner | 122  | 107  | 114  | 149  | 178  | 175  | 188  | 228  |

## Persönlichkeiten
- Jean-Pierre Schuman (1837–1900), Vater von Robert Schuman
- Fernand Schuman (1845–1925), deutscher Landtagsabgeordneter, französischer Bürgermeister, Onkel von Robert Schuman
- Robert Schuman (1886–1963), Politiker

## Sehenswürdigkeiten

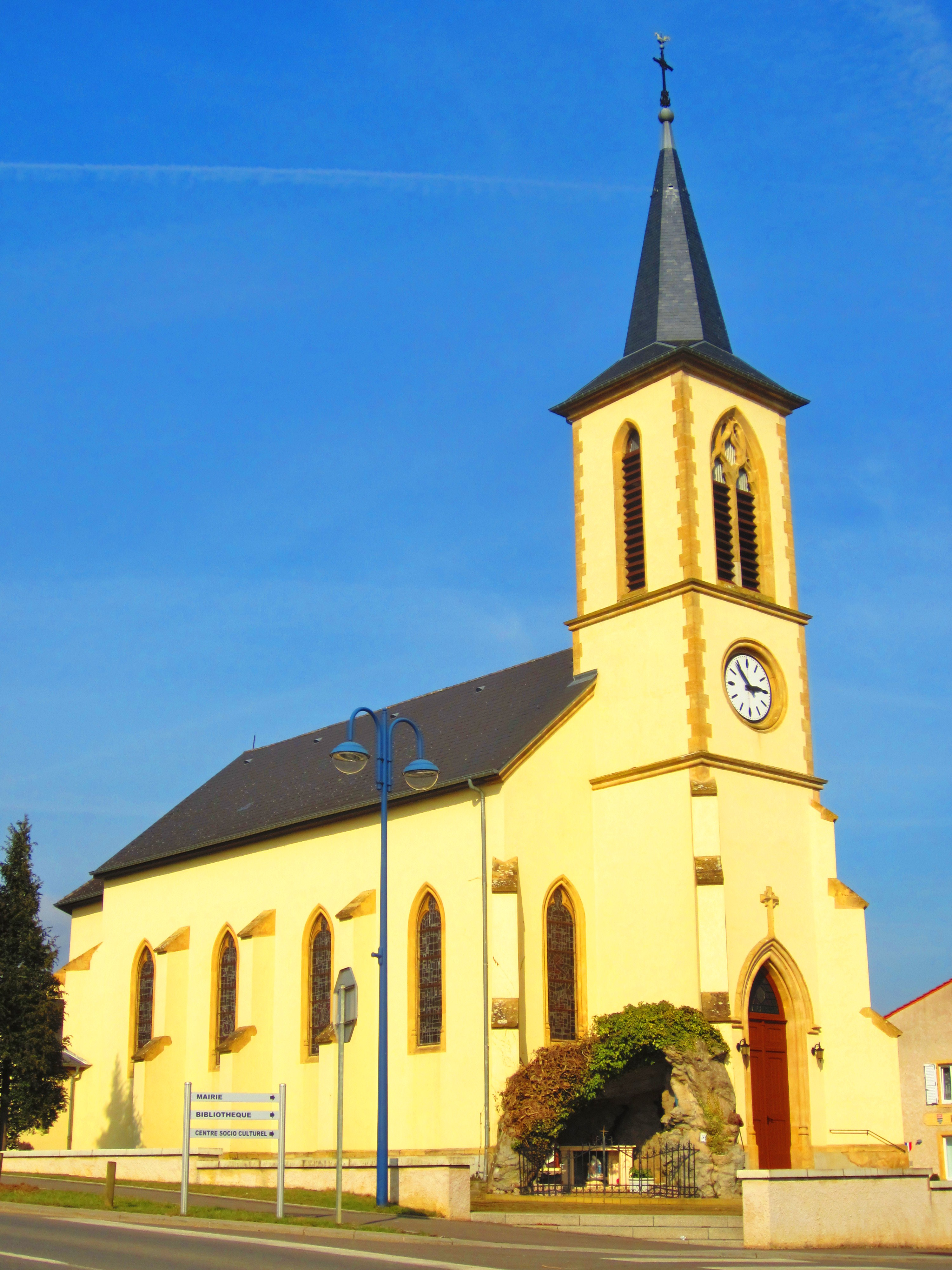
Kirche Saint Albin

- Kirche Saint-Albin